# George Grizzard
George Grizzard est un acteur américain né le 1er avril 1928 dans le comté de Halifax en Caroline du Nord; décédé à New York le 2 octobre 2007. 

## Biographie
Il est apparu dans une quarantaine de films, une douzaine de séries télévisées et dans un nombre incalculable de pièces de théâtre. Fils unique d'un comptable, il grandit jusqu'à l'âge de sept ans à Washington avant de retourner en Caroline du Nord.

## Filmographie
- 1960 : La Quatrième Dimension (The Twilight Zone) (Série TV), Saison 1, épisode La potion magique : Roger Shakelford

- 'The Twilight Zone" saison 4 - épisode 001  "in his image" (Rôle : Alan Talbot / Walter Ryder, jr)
- 1960 : Thriller (série TV)
- 1962 : Tempête à Washington d'Otto Preminger
- 1978 : Le souffle de la tempête d'Alan J. Pakula
- 1979 : L'Arme au poing (Firepower) de Michael Winner

## Disparition
Il meurt à Manhattan, le 2 octobre 2007, des suites d'un cancer du poumon à l'âge de 79 ans. Son compagnon William Tynan lui survit.